# Młodat´
Młodat´ (ros. Млодать) – wieś (ros. деревня, trb. dieriewnia) w zachodniej Rosji, w sielsowiecie lebiażenskim rejonu kurskiego w obwodzie kurskim.

## Geografia
Miejscowość położona jest nad rzeką Młodać (lewy dopływ Sejmu), 3 km od centrum administracyjnego sielsowietu (Czeriomuszki), 14 km na południowy wschód od Kurska, 7,5 km od trasy europejskiej E38 (Ukraina – Rosja – Kazachstan).
We wsi znajduje się 58 posesji.
Klimat
Miejscowość, jak i cały rejon, znajduje się w strefie klimatu kontynentalnego z łagodnym ciepłym latem i równomiernie rozłożonymi opadami rocznymi (Dfb w klasyfikacji klimatów Köppena).

## Demografia
W 2010 r. wieś zamieszkiwało 69 osób.